# جيل غراند
جيل غراند هو كاتب أغاني ومغني كندي، ولد في 8 يناير 1968.

## وصلات خارجية
- الموقع الرسمي
- جيل غراند على موقع ميوزك برينز (الإنجليزية)
- جيل غراند على موقع أول ميوزيك (الإنجليزية)
- جيل غراند على موقع ديسكوغز (الإنجليزية)